# سوکورو تازاکی بی‌رنگ و سال‌های زیارتش
سوکورو تازاکی بی‌رنگ و سال‌های زیارتش (به ژاپنی: 色彩を持たない多崎つくると、彼の巡礼の年) سیزدهمین رمان نویسنده ژاپنی هاروکی موراکامی است. این رمان در ۱۲ آوریل ۲۰۱۳ در ژاپن منتشر شد و ظرف مدت یک ماه، یک میلیون نسخه از آن به فروش رسید. این کتاب توسط امیرمهدی حقیقت به فارسی ترجمه شده و نشر چشمه آن را در سال ۱۳۹۳ منتشر کرده‌است. نام رمان را از سوییت سال‌های زیارتِ فرانتس لیست الهام گرفته‌است؛ قطعه‌ای که نقش پررنگی در رمان دارد و در بزنگاه‌های کلیدی به آن اشاره می‌شود.

## معرفی
- هرقدر هم زندگی آدم ساکت و سازگار به نظر برسد، همیشه زمانی توی گذشته بوده که آدم وضعیت بغرنجی داشته. زمانی بوده که بگویی نگویی زده به سرش. فکر کنم آدم‌ها در زندگی به این مقطع نیاز دارند.
- هر قدر همه چیز سطحی و کسالت بار باشد، زندگی باز ارزش زندگی کردن دارد. لازم است هر قدر می‌توانی، از نخ منطق استفاده کنی و ماهرانه همهٔ چیزهایی را که ارزش زندگی کردن دارند به خودت بدوزی…

شخصیت اصلی کتاب سوکورو تازاکی نام دارد. در سال ۱۹۹۵، دوستان نزدیک سوکورو که هم‌کلاسی‌های دبیرستان‌اش بودند، ناگهان بدون هیچ توضیحی تماس خود را با او قطع کرده‌اند و این اتفاق تأثیرات زیادی بر روحیه سوکورو گذاشته‌است. ۱۶ سال بعد در سال ۲۰۱۱، سوکورو به اصرار دوست‌دخترش به دنبال توضیحی برای این ماجرا، دوباره با دوستان سابق‌اش ملاقات می‌کند. از رمان «سوکورو تازاکی بی‌رنگ و سال‌های زیارتش» به عنوان یکی از جذاب‌ترین آثار موراکامی یاد شده‌است. در این اثر هم مثل آثار قبلی او، تنهایی، زبان سرد و تأثیرپذیری موراکامی از موسیقی جاز دیده می‌شود.

## نقد و بررسی
در وب سایت تابناک دربارهٔ این اثر عنوان شده‌است.

سوکورو تازاکی بی‌رنگ و سال‌های زیارتش از آثار داستانی هاروکی موراکامی و از جمله آثار محبوب اوست. موراکامی به رسم معمول که نام کتاب‌هایش را از نام موزیک‌ها و کتاب‌های مورد علاقه‌اش اقتباس می‌کند، نام این رمان را هم از سوییت سال‌های زیارتِ فرانتس لیست الهام گرفته‌است؛ قطعه‌ای که نقش پررنگی در رمان دارد و در بزنگاه‌های کلیدی به آن اشاره می‌شود.
همچنین در توضیح این اثر آمده‌است؛
نویسنده برای اینکه یک داستان بسیار سرراستی را روایت نکند، در چندین بخش از کتاب به سراغ مواد مورد علاقه‌اش می‌رود: مذهب و تعصب، ماوراءالطبیعه، مرگ‌های عجیب و غریب، رمزآلود کردن یک اتفاق طبیعی و در پس‌زمینه تمام این‌ها موسیقی در جریان است و نواخته می‌شود. حس‌ها با موسیقی برانگیخته می‌شوند و با موسیقی فروکش می‌کنند.

## ترجمه‌ها
این آثار با چند ترجمه به فارسی عرضه شده‌است.
- «سوکورو تازاکی بی‌رنگ و سال‌های زیارتش»، امیرمهدی حقیقت؛ نشر چشمه چاپ هیجدهم این اثر سال ۱۴۰۰ منتشر شده‌است.[۶]
- «سوکورو تازاکی بی‌رنگ و سال‌های زیارت او»، فرزین فرزام؛ انتشارات ققنوس
- «سوکورو تازاکی بی‌رنگ و سال‌های سرگشتگی»، مهدی غبرایی؛ نشر نیکا[۷]
- «سوکورو تازاکی بی‌رنگ و سال‌های سفر معنوی‌اش»، مونا حسینی؛ نشر قطره